# Côte Ouest Big Band
Le Côte Ouest Big Band est un orchestre de jazz et de swing français, originaire de Nantes, en Loire-Atlantique. Il est formé et dirigé par Jean-Philippe Vidal, et composé de musiciens professionnels : quatre trompettes, quatre trombones, cinq saxophones, un piano, une contrebasse et une batterie. Depuis sa création en 1982, il ne cesse de se produire en France et à l’étranger.

## Biographie
Le nom de l'orchestre « Côte Ouest » rappelle à la fois son origine géographique (côte atlantique française) et le style dont il perpétue la tradition : le jazz West Coast. L'histoire de cette formation peut se scinder en deux périodes : de 1982 à 1996, le Côte Ouest Big Band est composé de musiciens de la région nantaise : professeurs du Conservatoire, d’Écoles de Musique ou amateurs éclairés mêlés à des professionnels.
Depuis 1986, il n’est constitué que de musiciens professionnels, pour la plupart parisiens, qui représentent « l’élite du Jazz français ». Depuis cette même année, la chanteuse de jazz Veronika Rodriguez fait partie intégrante du Côte Ouest Big Band et participe à l’ensemble des concerts, des festivals et des tournées.
Le Côte Ouest Big Band s'est produit dans de très nombreux festivals, par exemple en France, au festival de Jazz de Toulon, Vannes, Munster, Pléneuf-Val André, Pertuis, et à l’étranger comme à Amsterdam, New York, Hambourg, Londres, Berlin, et Tel-Aviv. Il a effectué deux tournées en Floride, aux États-Unis, participant au festival de Jacksonville et sur la côte ouest américaine (Seattle, San Francisco, et Las Vegas). Chaque année, à la Cité des Congrès de Nantes, le Côte Ouest Big Band est la puissance invitante d’artistes internationaux qu’il accompagne pour la durée du festival des Nuits du Jazz. La formation était invitée à La Folle Journée de 2014. En 2018, ils jouent à La Croix-en-Touraine faisant salle comble.

## Membres

### Membres actuels
Le Côte Ouest Big Band est dirigé par Jean-Philippe Vidal et composé en 2012 de :
- Veronika Rodriguez — chant
- Joël Chausse — trompette
- Tony Amouroux — trompette
- Michel Delakian — trompette
- Jean-Pierre Ramirez — trompette
- Guy Figlionlos — trombone
- Jean-Marc Welch — trombone
- Philippe Miegeville — trombone
- Pascal Benech — basse
- Olivier Defays — saxophone
- Cédric Leru — saxophone
- Pierre Mimran — saxophone
- Yannick Soccal — saxophone
- Ronald Alphonse — saxophone
- Oliver Leveau — piano
- David Salesse — contrebasse
- Stéphane Lambotte — batterie
- Bruno Minisini — ingénieur du son

La plupart des arrangements sont signés par Jean-Philippe Vidal.

### Membres invités
Le Côte Ouest Big Band a accompagné un très grand nombre d'artistes, chanteuses, chanteurs et instrumentistes dont voici une liste non exhaustive :
- Clark Terry — trompette
- Arturo Sandoval — trompette
- Bruce Adams — trompette
- Jean-Loup Longnon — trompette
- Patrick Artero — trompette
- Peter King — saxophone
- Ron Aprea — saxophone
- Jean-Claude Fohrenbach — saxophone
- Daniel Huck — saxophone
- Claude Bolling — piano
- Martial Solal— piano
- Michel Hausser — vibraphone
- Dany Doriz — vibraphone
- Paula West — chant
- Nancy Kelly — chant
- Cynthia Scott — chant
- Anne Ducros — chant
- Claire Martin — chant
- Sara Lazarus — chant
- Angela DeNiro — chant
- Camilla Formica — chant
- Linda Lee Hopkins — chant
- Denise King — chant
- Sacha Distel — chant
- Cab Calloway Jr. — chant
- Michael Civisca — chant
- Richard Jackson — chant
- Thos Shipley — chant
- Colin Roy — chant
- John Meyer — chant
- Jim Altamore — chant
- Uros Peric — chant
- Craig Adams — chant
- Groupes vocaux : Uptown Vocal Jazz Quartet, The Swing Voices, The Supreme Girls, Sweet System…

## Discographie
- 1986 : Sacrée Boulette
- 1988 : Caloriswing
- 1990 : Radio Days
- 1992 : A Swinging Birthday
- 1993 : Isn't It Romantic?
- 1995 : ‘S Wonderful
- 1996 : Jazz Invitation
- 1997 : Crazy About the 50’s
- 1997 : Sacha Distel, Veronika Rodriguez & Côte Ouest Big Band "Live !"
- 1999 : Love Songs from Brazil
- 2001 : Jazz Impressions
- 2005 : Paris Is You
- 2010 : I Believe in Love!